# Пол Джиго
Пол Ентоні Джиго (Жиго) ([dʒiːˈɡoʊ]; нар. 24 травня 1955) — американський лауреат Пулітцерівської премії, консервативний політичний оглядач і редактор редакційних сторінок «Волл-стріт джорнел». Він також є модератором телевізійних випусків громадьских дискусій Journal Editorial Report, програми, що відображає погляди редакції «Journal», яка транслюється на Fox News Channel.

## Ранні роки
Пол Джиго народився в Сан-Антоніо, штат Техас, і невдовзі з родиною переїхав до Грин-Бей, штат Вісконсин. За віруванням він римо-католик і відвідував католицькі школи 12 років. У 1973 році він закінчив середню школу Еббота Пеннінгса в Де Пере, штат Вісконсин.
Джиго закінчив з відзнакою Дартмутський коледж у 1977 році, де він був головним редактором The Dartmouth. Він був учнем професора англійської мови та консервативного оглядача Джеффрі Гарта (Jeffrey Hart).

## Карьєра
До того, як стати редактором The Wall Street Journal, Джиго 14 років писав колонку «Potomac Watch». Його кар'єра в журналі почалася в 1980 році, коли він став репортером, який висвітлював події в Чикаго, штат Іллінойс. Через два роки він став азійським кореспондентом газети в Гонконзі. Перебуваючи в Гонконзі в 1984 році, Жиго очолив азійський відділ The Wall Street Journal.
З 1986 по 1987 рік Джиго працював науковим співробітником Білого дому за часів президента Рональда Рейгана.
У 1990-х роках він був постійним гостем «Години новин з Джимом Лерером», виступаючи в щотижневому сегменті політичного аналізу програми, опонуючи Марку Шилдсу (Mark Shields), постійному ліберальному експерту.
У 2000 році Джиго отримав Пулітцерівську премію за свою щотижневу колонку «Potomac Watch» у The Wall Street Journal, а в 2001 році став президентом журналу та редактором редакційної сторінки.
Пол Джиго був представлений як лідер опозиції до кандидата в президенти від Республіканської партії 2012 року Мітта Ромні через редакційні сторінки The Wall Street Journal.
У 2017 році Джиго, як стверджувалося, витіснив молодшого колегу Марка Лассвелла з «The Wall Street Journal» минулого літа, після того як Лассвелл продовжував публікувати статті з критикою Дональда Трампа. Джиго відмовився коментувати кадрові зміни.
Під час роботи Джиго редактором редакційної сторінки та віце-президентом редакційна сторінка The Wall Street Journal була піддана критиці іншими ЗМІ та власними репортерами за те, що ці критики сприймаються як прибічники Трампа.
Джиго веде щотижневе кабельне шоу «Journal Editorial Report» на каналі Fox News.